# Liste der Monuments historiques in Maxéville
Die Liste der Monuments historiques in Maxéville führt die Monuments historiques in der französischen Gemeinde Maxéville auf.

## Liste der Objekte
| Bezeichnung                   | Beschreibung                                                                    | Standort                       | Kennzeichnung | Schutzstatus | Datum | Bild |
| ----------------------------- | ------------------------------------------------------------------------------- | ------------------------------ | ------------- | ------------ | ----- | ---- |
| Gemälde Heiliger Nikolaus     | Ölfarbe auf Leinwand, Mitte des 18. Jahrhunderts, von Jean Girardet             | in der Kirche St-Martin (Lage) | PM54000464    | Classé       | 1081  |      |
| Gemälde Hochzeit Mariens      | Ölfarbe auf Leinwand, vergoldeter Holzrahmen, erste Hälfte des 17. Jahrhunderts | in der Kirche St-Martin (Lage) | PM54000463    | Classé       | 1981  |      |
| Gemälde Martinsmesse          | Ölfarbe auf Leinwand, um 1775 von Jean Girardet                                 | in der Kirche St-Martin (Lage) | PM54000460    | Classé       | 1908  |      |
| Skulptur Madonna mit Kind     | Marmor, teilweise bemalt, Mitte des 14. Jahrhunderts                            | in der Kirche St-Martin (Lage) | PM54000459    | Classé       | 1907  |      |
| Engelsmonstranz               | Silber, vergoldet, zwischen 1783 und 1790                                       | in der Kirche St-Martin (Lage) | PM54000461    | Classé       | 1970  |      |
| Gemälde Darstellung des Herrn | Ölfarbe auf Leinwand, um 1600                                                   | in der Kirche St-Martin (Lage) | PM54000462    | Classé       | 1981  |      |